# الأكاديمية الوطنية للطب (فرنسا)
الأكاديمية الوطنية للطب في فرنسا تأسست تاريخيًا عام 1731 وذلك بدءًا من الأكاديمية الملكية للجراحة، التي أصبحت في عام 1820 الأكاديمية الملكية للطب ومقرها في باريس.

## التاريخ
أُنشئت الأكاديمية الملكية للطب بواسطة الملك لويس الثامن عشر عام 1820، تحت قيادة بارون أنطوان بورتال الذي دمج ثلاث جمعيات طبية رئيسية، وهي الجمعية الملكية للطب، والأكاديمية الملكية للجراحة، وجمعية كلية الطب التي أسسها جوزيف إغناتيوس غيوتين. وقد استندت الأكاديمية الملكية للطب في نظامها الأساسي إلى تلك التي اعتمدتها الأكاديمية الملكية للجراحة (1731) والجمعية الملكية للطب (1776).
أصبحت الأكاديمية الملكية للطب إمبراطورية بين عامي 1851 و1870، ثم وطنية بدءًا من 1 مارس 1947.
نصت المادة 2 من مرسوم 1820، الذي وقعه الملك لويس الثامن عشر، على المبادئ والمهام الأساسية للأكاديمية الملكية للطب، على النحو التالي:
"وقد أُنشئت هذه الأكاديمية لتلبية مطالب الحكومة بشأن جميع القضايا الصحية التي تهم الجمهور، خصوصًا فيما يتعلق بالأوبئة، والأمراض التي تتميز بها بعض المناطق، والأوبئة الحيوانية، وحالات الطب الشرعي، وانتشار التطعيم، واستعراض الأدوية الجديدة والعلاجات السرية، سواء كانت داخلية أو خارجية، وكذلك المياه المعدنية الطبيعية أو الاصطناعية، وما إلى ذلك. وسيكون من مهام الأكاديمية أيضًا مواصلة العمل الذي بدأته الجمعية الملكية للطب والأكاديمية الملكية للجراحة، حيث ستتولى العناية بجميع مجالات الدراسة أو البحث التي تسهم في تقدم فروع الطب المختلفة. ولهذا السبب، تم تسليم جميع السجلات والأوراق الخاصة بالجمعية الملكية للطب والأكاديمية الملكية للجراحة إلى الأكاديمية الجديدة، وأودعت في أرشيفها."

### المقر
في بدايتها، عقدت لأكاديمية جلساتها في كلية الطب في باريس. بين عامي 1824و 1850 ، شغلت وقوقعاً متواضعاً في شارع دي بواتييه، ثم انتقلت إلى كنيسة صغيرة مهجورة في مستشفى المحبة، الواقع في شارع قصر بيريز والقديسين، لاحقاً ،انتقلت إلى مقرها الدائم شارع بونابرت، في مبنى شُيد بين عامي 1899-1902بواسطة المهندس المعماري جوستين روشيه.
السو، تعقد الأكاديمية اجتماعاً مفتوحاً بعد ظهر كل يوم الثلاثاء.

## المهام

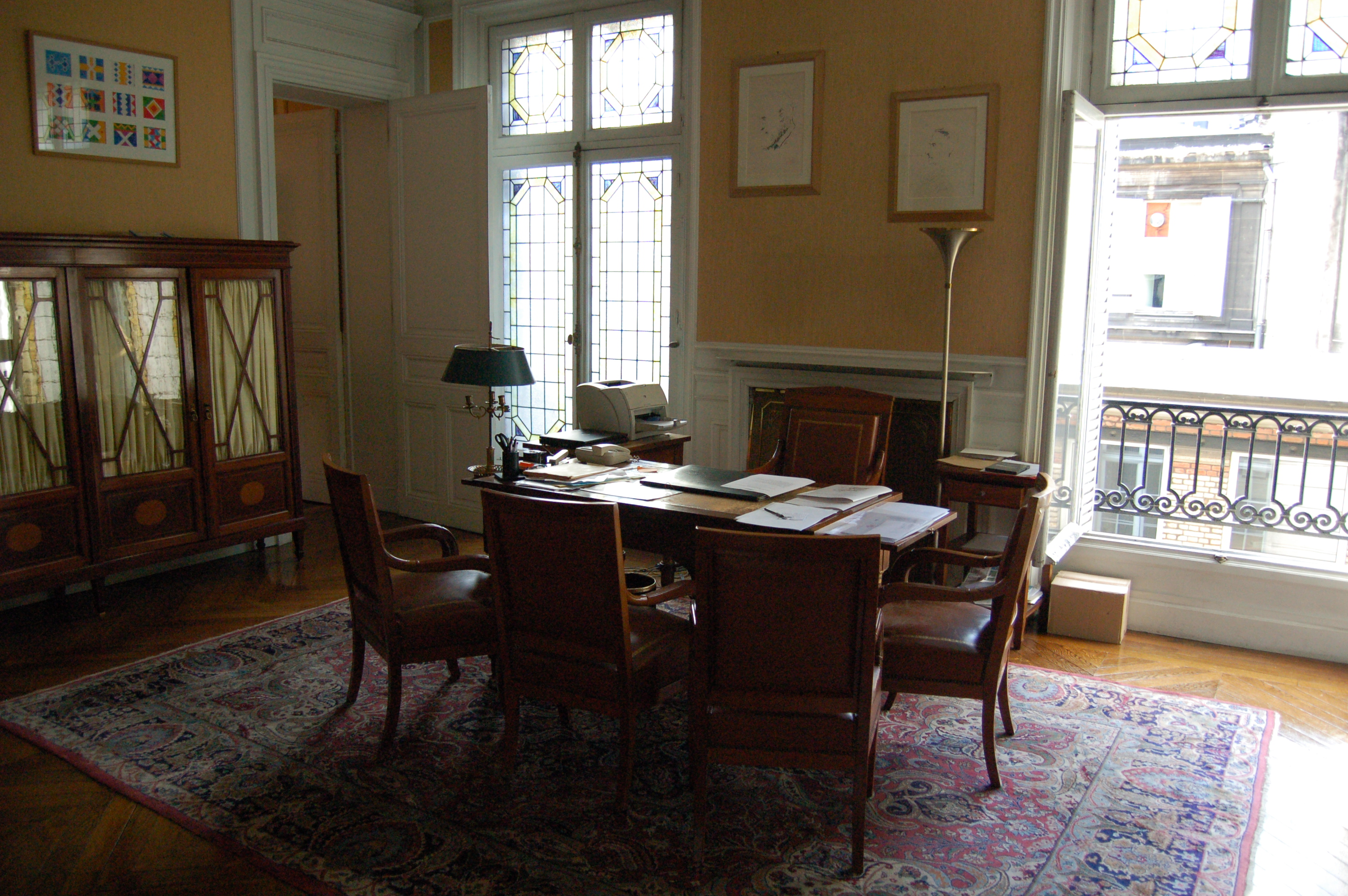
مكتب الأمين الدائم

البعثات التابعة للأكاديمية هي للرد على جميع الأسئلة التي تطرحها الحكومة الفرنسية في مجال الصحة العامة. بالإضافة إلى دورها الاستشاري، يمكن للأكاديمية أيضاً، من دون طلب مسبق، وتقديم المشورة أو الكشف عنها إذا لزم الأمر إلى أن تنشر على نطاق واسع. كما تعمل الأكاديمية على تطوير ونشر العلوم الطبية والصيدلانية وتطبيقاتها. تلعب الأكاديمية دوراً أساسياً في مجال الابحاث الطبية من خلال الجوائز والمنح الدراسية أنها تمنحها سنوياً، والتي توفر المساعدات للبحوث الطبية.

## التمويل
الموارد المالية للأكاديمية تأتي على حد سواء من ميزانية الدولة وأموالها الخاصة.

## أعضاء مشاهير
- ماري كوري
- جورج دوهاميل
- فرانسوا هنري هالوبو
- أحمد طالب الإبراهيمي

## وصلات خارجية
- الموقع الرسمي